# Pallippuram (Thrissur)
Pallippuram es una ciudad censal situada en el distrito de Thrissur en el estado de Kerala (India). Su población es de 7718 habitantes (2011). Se encuentra a 9 km de Thrissur y a 65 km de Cochín.

## Demografía
Según el censo de 2011 la población de Pallippuram era de 7718 habitantes, de los cuales 3790 eran hombres y 3928 eran mujeres. Pallippuram tiene una tasa media de alfabetización del 94,53%, superior a la media estatal del 94%: la alfabetización masculina es del 97,13%, y la alfabetización femenina del 92,03%.